# Azendohsauridae
Azendohsauridae es una familia extinta de reptiles arcosauromorfos alokotosaurios los cuales vivieron hacen entre 245-216 millones de años. durante el Triásico. Se reconocen cuatro géneros que pertenecieron a esta familia Azendohsaurus, Malerisaurus, Pamelaria y Shringasaurus.

## Descripción
Azendohsauridae es un grupo de alokotosaurios herbívoros de relativamente gran tamaño, con cuellos alargados y cabezas pequeñas. Su tamaño iba desde menos de 1,5 metros hasta más de 4 metros de longitud y un peso en promedio de 40 a 200 kilogramos dependiendo de la especie.